# Saint-Géréon
Saint-Géréon korábbi község Franciaországban, Loire-Atlantique megyében. 2019. január 1. óta Ancenis-Saint-Géréon része.
Lakosainak száma 2893 fő (2015). Saint-Géréon Ancenis, Couffé, Oudon és Drain községekkel határos.

## Népesség
A település népessége az elmúlt években az alábbi módon változott:
| Lakosok száma | 1648 | 1911 | 2327 | 2362 | 2487 | 2652 | 2715 | 2781 | 2893 | 3022 |
|               | 1968 | 1975 | 1982 | 1990 | 1999 | 2006 | 2011 | 2013 | 2015 | 2016 |